# Sulgostów (gmina)
Sulgostów (od 1870 Klwów) – dawna gmina wiejska istniejąca do 1870 roku w guberni radomskiej. Siedzibą władz gminy był Sulgostów.
Za Królestwa Polskiego gmina Sulgostów należała do powiatu opoczyńskiego w guberni radomskiej. 13 stycznia 1870 do gminy przyłączono pozbawiony praw miejskich Klwów, po czym gmina została zniesiona przez przemianowanie na gminę Klwów; równocześnie od znoszonej gminy Sulgostów odłączono wsie Wysokin i Kamienna Wola, włączając je do gminy Ossa.